# Protoplazma
Protoplazma (z řeckého proton - česky první, plazma - česky tvarovaný) je metabolicky aktivní živá hmota vyplňující vnitřní část buňky. Konzistence protoplazmy připomíná gelovou nebo rosolovitou kapalnou hmotu. Na nejjednodušší úrovni se dělí na cytoplazmu (obsaženou mimo jádro buňky) a nukleoplazmu (uvnitř jádra buňky).
Termín protoplazma byl poprvé použit v roce 1839 na přednášce Jana Evangelisty Purkyně s názvem O primitivní substanci ve vezikulech (buňkách) rostlinného a živočišného embryonálního těla. Podle vitalistů té doby měla protoplazma obsahovat vis vitalis (životní sílu), která tvoří podstatu živých bytostí.

## Vlastnosti protoplazmy
Protoplazma je fyzicky průsvitný, polotekutý nebo viskózní roztok, který obsahuje útvary různých tvarů a velikostí. Může existovat ve dvou zaměnitelných stavech - v kapalném a gelovém. V kapalném stavu se molekuly mohou volně pohybovat, v gelovém stavu jsou molekuly kompaktně uspořádány. Protoplazma se při zahřívání stává neprůhlednou a postupně koaguluje.
Složení protoplazmy je nekonzistentní a probíhají v ní nepřetržité změny. Je v ní obsaženo přibližně 35 prvků (uhlík, vodík, kyslík, fosfor, síra, vápník a další). Tyto prvky tvoří sloučeniny, jako je voda (75-95%), sacharidy, lipidy, bílkoviny, nukleové kyseliny (DNA a RNA), mastné kyseliny, glycerol, nukleotidy, nukleosidy a minerály.

## Funkce protoplazmy
Protoplazma vyplňuje vnitřní část buňky a jejími základními funkcemi jsou:
1. Probíhají v ní všechny životní funkce, které zajišťují organely v ní obsažené.
2. Reaguje a vyrovnává se s různými podněty (teplota, světlo, chemikálie, gravitace, poškození, elektrické šoky a další) a tím zajišťuje přežití buňky.
3. Pomáhá při rovnoměrné distribuci různých materiálů v buňkách pomocí proudícího pohybu, který se nazývá cyklóza.

## Organely v protoplazmě
Protoplazma vytváří prostředí pro organely. Jsou to útvary v buňce se specifickou funkcí, podobně jako v celém těle existují orgány, které zajišťují koloběh krve, dýchání nebo trávení potravy (srdce, plíce, trávicí orgány a další). Jsou to například:
- Jádro je základní organelou buňky s vláknitými útvary - chromozomy. Ty obsahují kyselinu DNA, která je nositelem dědičnosti.
- Ribozomy jsou organely, které jsou zodpovědné za syntézu bílkovin z aminokyselin.
- Mitochondrie jsou organely, které buňce dodávají energii tím, že rozkládají cukry, tuky a jiné živiny. Uvolněnou energii vážou na energeticky bohaté molekuly ATP, které jsou zásobárnou a zdrojem energie pro buňku.
- Membrány se podílejí na metabolických přeměnách, transportu molekul, transformaci energie a na informačních procesech v buňce.

## Inkluze v protoplazmě
Buněčné inkluze jsou produkty látkové výměny a metabolické činnosti buňky. Jsou to například:
- tukové krůpěje
- glykogenová zrna
- krystaly bílkovin
- pigmenty
- exkrety a sekrety

## Rozdíl mezi živočišnou a rostlinnou buňkou

### Rostlinná buňka
Rostlinná buňka je tkáňově a orgánově méně specializovaná než živočišná buňka. V její protoplazmě se nacházejí některé jiné organely a inkluze:
- má plazmatickou membránu a buněčnou stěnu
- obsahuje systém vakuol (vakuom), má větší vakuoly než buňka živočišná
- obsahuje chloroplasty (plastidy)
- má jiné buněčné inkluze (například škrob)
- má dělicí vřeténko (amorfní oblast)

### Živočišná buňka
Živočišná buňka je tkáňově a orgánově více specializovaná než rostlinná buňka. V její protoplazmě se nacházejí některé jiné organely a inkluze:
- nemá buněčnou stěnu a nemá plastidy
- má malé vakuoly
- centripetální vznik buněčné přepážky (zaškrcování)
- má jiné buněčné inkluze (například glykogen)
- má dělicí vřeténko (organela centriol dělení buňky)